# Стещина
Сте́щина (укр. Стещина) — село, входит в Полесский район Киевской области Украины.
Население по переписи 2001 года составляло 198 человек. Почтовый индекс — 07050. Телефонный код — 4592. Занимает площадь 6 км². Код КОАТУУ — 3223588401.
Сейчас село проходит процесс переименования, ему планируется присвоить название Стещино.

## Местный совет
07050, Киевская обл., Полесский р-н, с. Стещина, пл. К. Иванова, 3; тел. 21-1-41.